# Arachnocephalus brunnerianus
Arachnocephalus brunnerianus är en insektsart som beskrevs av Henri Saussure 1877. Arachnocephalus brunnerianus ingår i släktet Arachnocephalus och familjen Mogoplistidae. Inga underarter finns listade i Catalogue of Life.